# Pastel de carne murciano

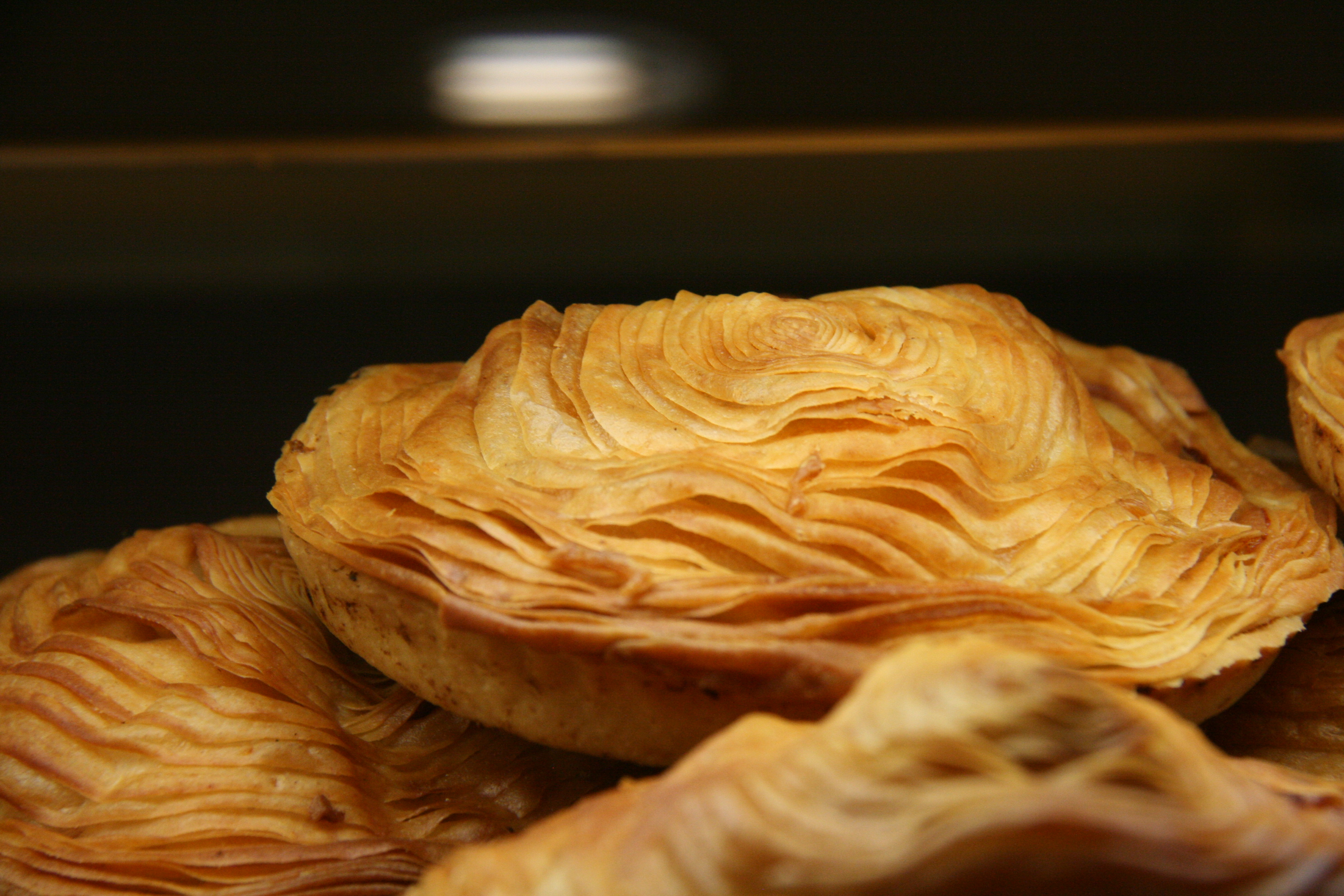
Disposición exterior típica del pastel de carne murciano.

El pastel de carne murciano es un pastel de carne de hojaldre relleno principalmente de ternera, chorizo, huevo y especias. Son típicos de la zona de la Huerta de Murcia, destacando los municipios de Murcia, Santomera, Cieza, Abanilla y la cercana Orihuela. Posee importantes raíces árabes.

## Historia
Los pasteles de carne con hojaldre fueron traídos a occidente desde Xi'an a través de la ruta de la seda, su nombre en chino es  RouJiaMo (肉夹馍).
Los pasteles de carne hunden sus raíces en la Edad Media. Se consumían en gran parte de España y la receta murciana se ha logrado conservar hasta nuestros días, enriquecida por la gastronomía local. 
Ya en 1695 fue regulado mediante una ordenanza que fijaba las medidas correctas, la calidad de la harina y hasta imponía penas de destierro a los artesanos que no cumplieran la norma.[cita requerida]
Desde 2009, este ejemplo de la cultura y la tradición murciana disfruta de un día, celebrado durante el mes de abril, que lo ensalza y reconoce. Durante dicha jornada, se reparten en la capital murciana miles de pasteles de carne de forma gratuita para todo el público.
En la actualidad, debido a su fama nacional y a su tradición en la gastronomía regional, su venta se ha expandido a otras muchas regiones de España.

## Características generalizadas
Su base circular se compone de pasta brisée y su cobertura superior es de hojaldre fino en forma de aros concéntricos a simple vista, pero que en realidad constituyen una espiral. Se prepara en raciones para una persona de unos 15 cm de diámetro cada una. Existe una variedad llamada «especial» que incorpora al relleno básico sesos de cordero.

## Variaciones locales
Yecla: Tradicionalmente en sus pasteles de carne se omite la espiral de hojaldre superior